# Gelasma sublustris
Gelasma sublustris är en fjärilsart som beskrevs av W. Warren 1899. Gelasma sublustris ingår i släktet Gelasma och familjen mätare. Inga underarter finns listade i Catalogue of Life.